# NGC 1115
NGC 1115  è una galassia lenticolare situata nella costellazione dell'Ariete, a una distanza di circa 398 milioni di anni luce dalla nostra Via Lattea.

## Scoperta
La galassia è stata scoperta il 2 dicembre 1863 dall'astronomo tedesco Albert Marth.